# Primavera de Pequim
A Primavera de Pequim (北京之春) representa um breve período da liberalização política da República Popular da China que ocorreu entre 1977 e 1978. O nome é derivado da "Primavera de Praga", um evento análogo que ocorreu na Tchecoslováquia em 1968.
Durante a Primavera de Pequim, foi dispensada a maior liberdade para criticar o governo que a sociedade civil chinesa tinha visto nos últimos tempos. A maior parte das críticas eram direcionadas à Revolução Cultural e ao comportamento do governo naquela época; isso era publicado pelo Movimento do Muro da Democracia.
A expressão 'Primavera de Pequim' também foi usada durante um período mais recente da abertura política chinesa, de setembro de 1997 a meados de novembro de 1998. Durante esta nova 'Primavera de Pequim' as autoridades chinesas afrouxaram alguns controles sobre a expressão e a organização política. A relativamente calma emancipação de Hong Kong da China e a morte de Deng Xiaoping foram precursores deste breve período de liberalização. Durante a segunda 'Primavera de Pequim' o Partido Democrata Chinês foi fundado e legalmente registrado por algumas autoridades locais, Wei Jingsheng, dissidente do Muro da Democracia, foi libertado e exilado, a China assinou o Pacto Internacional dos Direitos Civis e Políticos e foi visitada pelo presidente norte-americano Bill Clinton e pela então comissária de Direitos Humanos da ONU, Mary Robinson.